# 準粒子
準粒子（quasiparticles）或稱集體激發（collective excitations）在物理學中，是一種發生在微觀複雜系統的突現現象。例如固態系統中會好像存在著另一種虛擬的粒子。
以電子在半導體中的運動為例，電子在運動過程中受到來自原子核以及其它電子的作用，然而其行為可以視作帶有不同質量的自由電子。
這個帶有不同質量的「電子」稱為「準電子」（electron quasiparticle）。

另外一個實例是在半導體的價帶集體行進的電子，其行為可以視作半導體中存在著帶正電的電洞往反方向運行。
其它的準粒子包括聲子（來自固態系統中原子的振動）、電漿子（來自電漿的振盪）等許多種類。
作為少數簡化多體問題的手段之一，準粒子的概念在凝態物理尤其重要。

## 準粒子的範例
- 聲子
- 激子

## 延伸閱讀
- L. D. Landau, Soviet Phys. JETP. 3:920 (1957)
- L. D. Landau, Soviet Phys. JETP. 5:101 (1957)
- A. A. Abrikosov, L. P. Gor'kov, and I. E. Dzyaloshinski, Methods of Quantum Field Theory in Statistical Physics (1963, 1975). Prentice-Hall, New Jersey; Dover Publications, New York.
- D. Pines, and P. Nozières, The Theory of Quantum Liquids (1966). W.A. Benjamin, New York. Volume I: Normal Fermi Liquids (1999). Westview Press, Boulder.
- J. W. Negele, and H. Orland, Quantum Many-Particle Systems (1998). Westview Press, Boulder

## 外部連結
- PhysOrg.com – Scientists find new 'quasiparticles'
- Curious 'quasiparticles' baffle physicists by Jacqui Hayes, Cosmos 6 June 2008. Accessed June 2008